# Go (brädspel)
Go är ett strategiskt brädspel för två spelare. Det är även känt som weiqi (kinesiska: 圍棋), igo (japanska: 囲碁) eller baduk (koreanska: 바둑). Spelet är känt för sin strategiska mångfald trots sina enkla regler.
Spelet spelas av två spelare som omväxlande placerar svarta och vita stenar (spelpjäser som idag främst är gjorda av glas eller plast) på lediga skärningspunkter på ett rutnät av 19 × 19 linjer. Spelets mål är att kontrollera en större del av spelplanen än motståndaren. En sten eller en grupp av stenar fångas och tas bort om den inte har några tomma angränsande skärningspunkter, beroende på att de är helt omgivna av stenar av motsatt färg eller ligger på brädets kanter.
Spelet uppfanns i Kina för mer än 2 500 år sedan, eventuellt mycket tidigare, och är därmed det äldsta spelet i världen som fortfarande spelas på samma sätt. Spelet var länge ett nöje för den kinesiska eliten och räknades som ett av en lärd persons fyra måsten.

## Regler
De grundläggande reglerna i modernt go är gemensamma i alla länder. Däremot skiljer sig olika länders och förbunds regler åt något när det gäller poängräkningssätt och huruvida stenar får placeras i vissa specialfall. Dessa skiljaktigheter påverkar dock i de flesta fall spelets gång och utfall mycket lite. Nedan beskrivs reglerna så att de överensstämmer med de flesta regelverk, om inte annat uttryckligen påpekas.

### Grundregler
Go spelas på ett bräde med ett rutnät av 19 × 19 linjer (för nybörjare används även 9 × 9 och 13 × 13). Spelpjäserna kallas stenar och är färgade svarta respektive vita. I början av ett spel är brädet tomt. Den som spelar svart börjar, och spelarna turas om att göra drag som består i att placera ut en av sina stenar på en tom skärningspunkt mellan rutorna på brädet (aldrig i rutorna). De stenar som väl lagts ut flyttas aldrig till nya punkter, men kan däremot tillfångatas och avlägsnas från brädet. Man får också välja att passa och inte lägga ut någon sten, vilket oftast görs i slutet av spelet när det inte anses lönsamt att lägga ut fler stenar. När båda spelarna passar direkt efter varandra avslutas spelet och en vinnare avgörs genom poängräkning.
Stenar av samma färg som ligger på angränsande skärningspunkter (lodrätt och vågrätt, inte diagonalt) anses vara kopplade och utgör en så kallad sträng eller grupp. Grupper kan utökas genom att nya stenar placeras intill dem. Om en ny sten placeras så att två grupper kopplas samman, slås de ihop till en grupp. Alla tomma punkter som angränsar till en grupp kallas dess friheter. Om en sten placeras så att en grupp inte längre har några friheter fångas den gruppen, och dess stenar avlägsnas från brädet direkt. När spelet avslutats kommer båda spelare överens om vilka grupper som vid fortsatt spel inte hade kunnat undgå fångst. Dessa kallas döda stenar, och avlägsnas och hanteras som stenar som fångats under spelets gång.

### Begränsningar
I de flesta regelsystem finns två sorters drag som förbjuds: upprepade drag, som kallas ko, och drag som fångar en spelares egen grupp. 
- Ko: Det är inte tillåtet att lägga en sten så att brädet blir identiskt med ett tidigare drag under samma spelares tur.[3] Detta för att undvika upprepningar där spelarna turas om att fånga och lägga ut samma stenar, utan att gå vidare.
- Självfångande drag: Det är inte tillåtet att placera en sten så att ens egen grupp inte har några friheter kvar, om det inte fångar en av motståndarens angränsande grupper. I några få regelverk, som det nyzeeländska, finns denna regel inte med.[1] Med de reglerna kan självfångande drag användas i specifika situationer för att tvinga motståndaren att göra ett drag.

### Poängräkning
Spelet går ut på att erövra så många av brädets skärningspunkter man kan genom att omringa dem med sina egna stenar. Det finns två vanliga system för att räkna poäng, det japanska systemet med territorium, och det kinesiska med area:
- Territorium: Alla tomma punkter på brädet som helt omringas av endast en spelares levande stenar, anses vara den spelarens territorium. Varje sådan punkt ger ett poäng till dess ägare. Efter att poäng för allt territorium räknats drar spelarna bort ett poäng för varje fångad – och död – sten av sin färg, och erhåller därmed sitt slutliga poängantal.
- Area: Spelarnas area utgörs av deras levande stenar, samt deras territorium, som räknas på samma sätt som ovan. Spelarna får ett poäng för varje levande sten av deras färg och ett poäng för varje tom punkt inom deras territorium. Fångar bidrar inte till poängen.[3]

Vilket av dessa två system som används gör i de flesta fall ingen skillnad; det finns få faktiska partier där vinnaren har berott på poängräkningssystemet.

### Komi
Ett vanligt parti utan handikapp börjar alltid med att svart gör första draget på ett tomt bräde. För att kompensera vit för den nackdel det innebär att svart börjar så ges ett antal bonuspoäng som kallas komi till vit. Värdet på komi har varierat ganska mycket genom åren och mellan olika regelsystem och så sent som 2002 höjde det japanska goförbundet sitt komivärde från 5,5 till 6,5 efter en omfattande statistisk studie. I regler som använder det kinesiska sättet att räkna poäng behövs ett högre värde, just i Kina används för närvarande 7,5. Att använda komi som inte är ett heltal gör att partiet inte kan sluta oavgjort (bortsett från om spelarna kommer överens om oavgjort under partiets gång, vilket är tillåtet i vissa regler).

### Ranking och handikapp
Det finns ett mycket funktionellt ranknings‐ och handikappsystem som gör att en nybörjare och en erfaren kan spela jämna och spännande partier. Skillnaden mellan två på varandra följande rankningssteg motsvarar en sten i handikapp. Den svagare spelaren spelar som svart och får det givna antalet stenar utlagda på särskilda punkter vid början av partiet. Rankningen går från cirka 30 kyu till 1 kyu och sedan från 1 dan till 6 dan, vinner man EM blir man 7 dan. Vinner man VM kan man även få ett diplom där det står att man är 8 dan. Professionella spelare rankas också från 1 dan till 9 dan men deras skala är endast intern.

## Grundläggande strategi och koncept
- Initiativ, sente, är centralt inom go (motsatsen är gote). Spelarna strävar efter att kunna lägga sådana drag som motspelaren måste ge ett direkt svar på istället för att själva kunna hota tillbaka. För att återta sente är det många gånger värt att offra stenar och/eller lokalt inflytande på brädet.
- Varje grupp med stenar kan antingen vara levande eller död. En död grupp kan inte räddas från att bli fångad, en levande grupp kan inte fångas. En död grupp behöver faktiskt inte omringas, om den finns kvar vid spelets slut räknas stenarena som fångade av motståndaren. Att i förväg se vilka grupper som kan och inte kan hållas vid liv är nödvändigt för att hushålla med sina drag.
- Go handlar till stor del om att göra en avvägning mellan att spela stort och att spela säkert. Om man spelar tätt får man i regel säkrare formationer men samtidigt tillåter man motståndaren att skaffa sig inflytande över en större del av brädet. Om man spelar glest får man inflytande över större del av brädet men blir mer sårbar för attacker.
- Varje sten som läggs bör ha så stort inflytande som möjligt på så stor del som möjligt av brädet. Oftast räcker det inte med att spela för att lösa och komma vinnande ur de lokala konflikterna, man måste hela tiden se till att ens stenar erbjuder potentiellt stöd åt varandra och att de under det fortsatta partiet kan behärska större ytor.

## Gospelande datorer
Grundreglerna i go är relativt få och enkla att lära sig, men spelet erbjuder ändå hög komplexitet och djup. Antalet möjliga partier har bland annat föreslagits vara så högt som 10365 vilket kan jämföras med att antalet elementarpartiklar i det synliga universum uppskattats till mellan 1080 och 1085. Eftersom antalet möjliga drag är ungefär detsamma som antalet lediga skärningspunkter, dvs. många fler än i till exempel schack,  kan ingen nuvarande dator (eller ens en tänkbar framtida dator)  komma i närheten av att testa en bråkdel av dragen på det sätt som schackdatorer gör. Go har därför länge ansetts vara det mest utmanande klassiska spelet för datorer, och datorprogram har tidigare endast kunnat nå en mänsklig amatörs nivå.  Detta förändrades dock 2016 med lanseringen av Google Deepminds program AlphaGo. Det använder sig av maskininlärningstekniker som djupinlärning, och har lyckats slå flera av de allra bästa spelarna i världen. Två exempel är den koreanske världsmästaren Lee Sedol, och kinesiske Ke Jie, som vid tillfället hade högst rank i världen.
Sedan AlphaGos uppkomst har andra snabbare goprogram som bygger på liknande algoritmer tillkommit. Flera av dem, som till exempel KataGo, har öppen källkod, och finns därför tillgängliga att spela mot på goservrar på internet.

## Historia

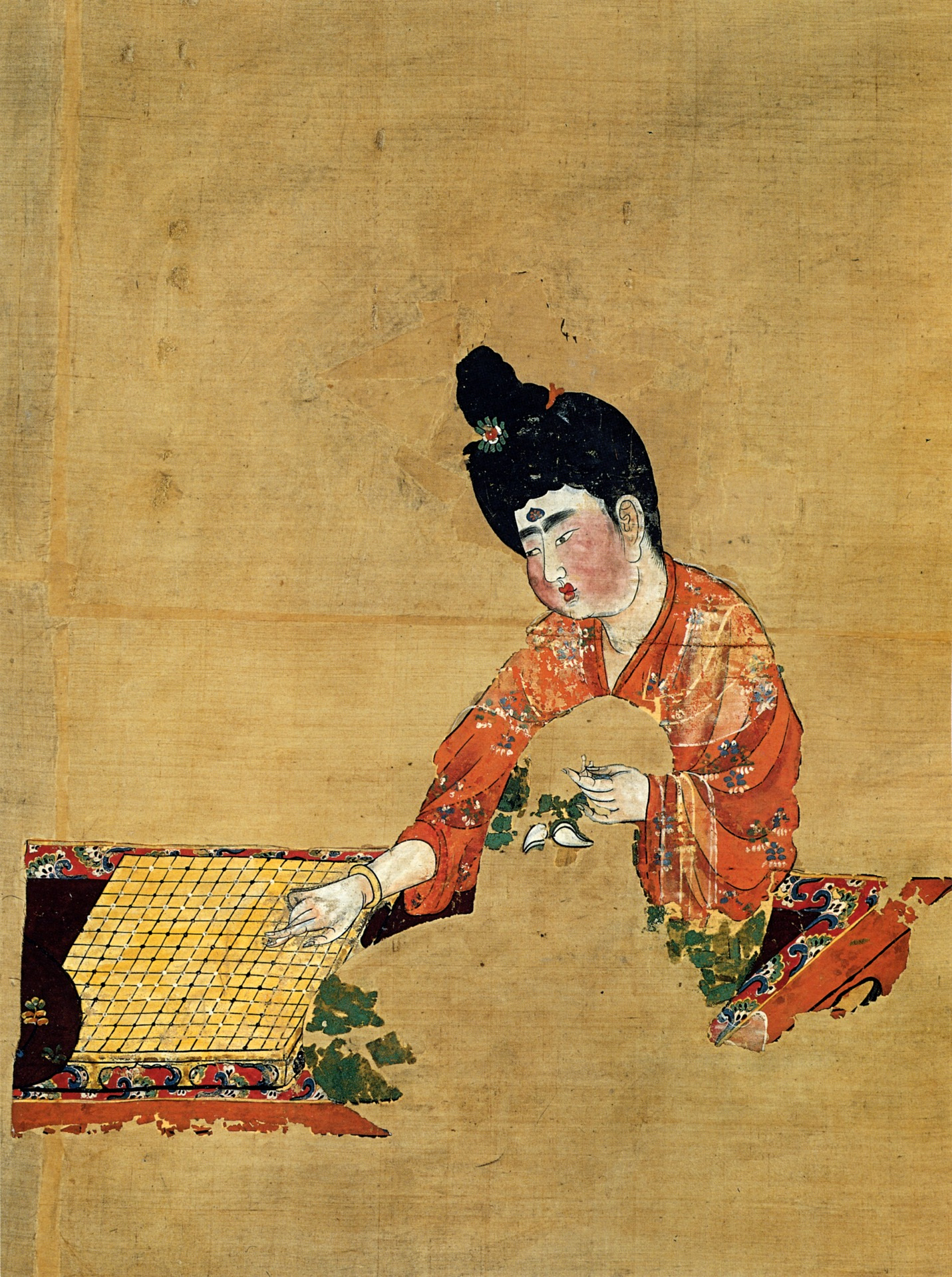
Kvinna som spelar go (Tangdynastin ca 744), hittades vid Astanas gravar

### Ursprung i Kina
De tidigaste skrivna referenserna till spelet är generellt kallade för den historiska annalen, årsboken Zuo Zhuan (ca 500‐talet före Kristus).

### Sprids till Korea och Japan
Go introducerades i Korea någon gång mellan 600‐ och 800‐talen och var populärt bland de högre samhällsklasserna. I Korea kallas go för baduk och en version av spelet som utverkades på 1700‐talet kallas Sunjang baduk. Sunjang baduk blev den huvudsakliga versionen av spelet som spelades fram till slutet av 1900‐talet.

## Utrustning
De många traditioner som omger gospelande genomsyrar inte minst utrustningen som används. De grundläggande tillbehören kommer från Kina men många har också utvecklats i Japan.

### Brädet

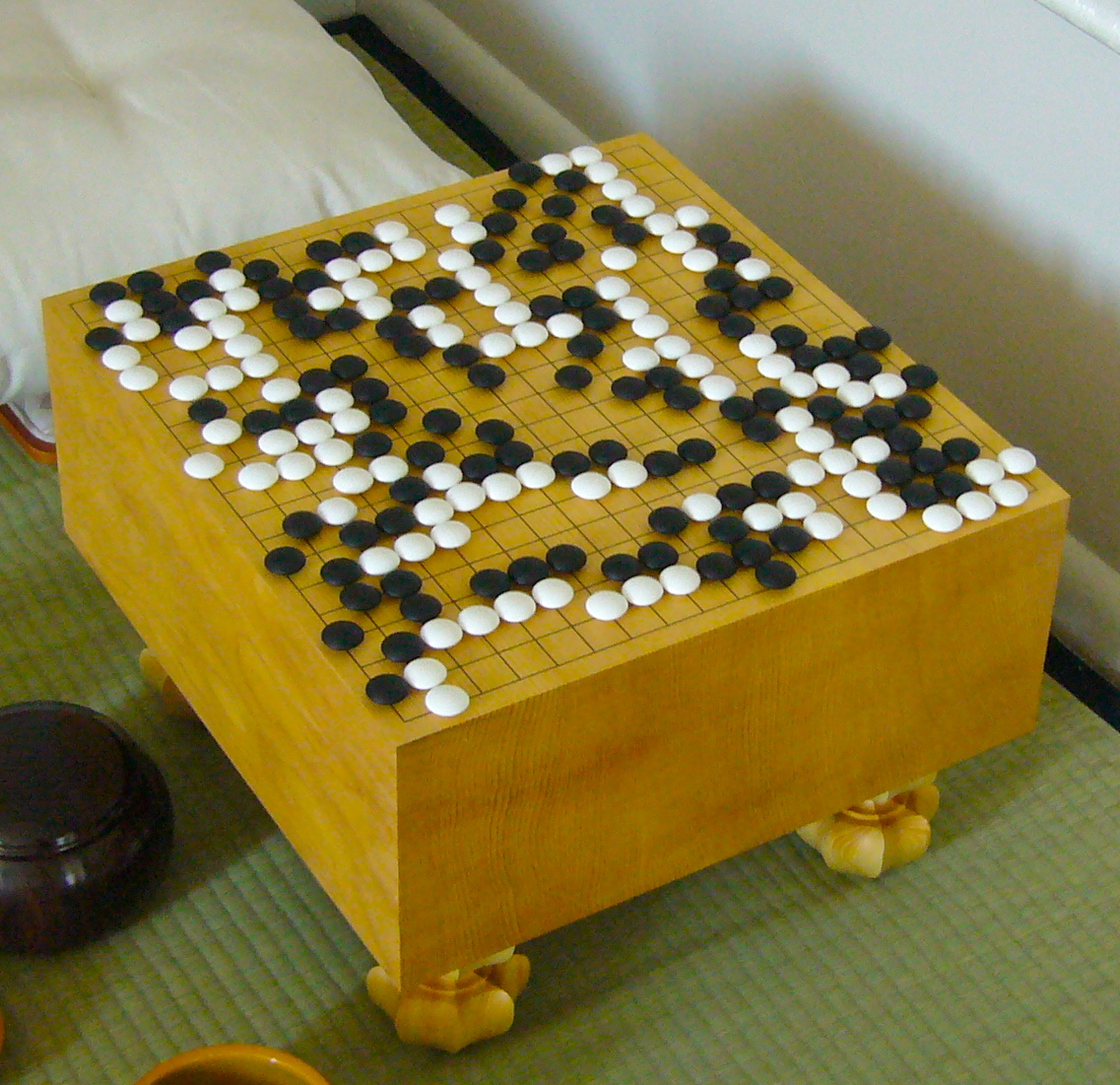
Gobräde med stenar i spel.

Fullstora gobräden har 19 × 19 punkter. Därutöver finns 9 × 9 och 13 × 13 som är vanliga när man introducerar spelet till nybörjare. Bräden förekommer i olika storlekar, allt från tjocka bord med ben till små bärbara bräden som kan fällas ihop.
Traditionellt är brädena gjorda av trä, antingen tunnare och gjorda för att läggas på ett bord, eller tjockare med egna ben och gjorda för att stå direkt på golvet. Det mest eftertraktade träslaget för tillverkning av gobräden är Torreya nucifera (japanska: 榧, kaya), vilket dock numera är mycket sällsynt och fridlyst i Japan. Därmed får endast kayaträd som dör naturligt användas för tillverkning av bräden, vilket lett till att flera andra träslag blivit vanliga för det ändamålet. Några exempel är katsura, gran, agathis, och katalpa. Utöver trä har även bräden i bambu blivit populära. De är betydligt hårdare och således tåligare än träbräden.
För att kompensera för perspektivet när man sitter framför ett bräde är rutnätet en aning längre än vad det är brett, med ett förhållande på 15 × 14 mellan längd och bredd. Den traditionella ytstorleken skiljer sig något åt mellan japanska och kinesiska bräden. Japanska bräden är traditionellt cirka 46cm × 43cm, medan de kinesiska är något större, cirka 47cm × 44cm.

### Klockor
Precis som i shogi och schack så kan klockor (digitala eller analoga) användas för att begränsa spelarnas betänketid, detta görs alltid vid tävlingar.

### Stenarna
Eftersom ett 19 × 19‐bräde har 361 punkter så består en full uppsättning stenar vanligtvis av 181 svarta och 180 vita. Detta gör att det är tillräckligt med stenar för att täcka brädet. Svart har en extra sten eftersom den färgen börjar. Stenar finns i flera olika material, och olika regioner har olika traditionella material och tillverkningssätt. Gostenar görs huvudsakligen i två former: dubbelkonvexa (linsformade), vars båda sidor är likadana, samt enkelkonvexa, som är platta på undersidan och rundade på ovansidan. Dubbelkonvexa stenar brukar ha en höjd på 7–13mm, beroende på vilket material de är gjorda av. Enkelkonvexa är tunnare. Oavsett sort är diametern på de svarta stenarna något större än den är på de vita, för att kompensera för en optisk illusion som får vita att se större ut bredvid svarta av samma storlek.
I Japan är gostenar traditionellt dubbelkonvexa och gjorda av snäckskal (de vita) och skiffer (de svarta). På en sten av snäckskal syns fibrerna från snäckan som något mörkare streck längsmed ytan. Stenarna rangordnas i tre nivåer efter hur regelbundet dessa fibrer ligger, samt hur vita de är: 
- Standard (jitsuyo), med de mest oregelbundna fibrerna och ojämnhet i färgen.
- Måne (tsuki), som har mer regelbundna fibrer.
- Snö (yuki), som har fibrer i raka linjer och är vitast.

Då stenar av snäckskal och skiffer är väldigt dyra är det vanligt med stenar av glas, som är relativt billiga men ändå inger god känsla och gedigenhet.
Traditionella kinesiska stenar är enkelkonvexa. De kallas yunzi och framställs med hjälp av sintring. De specifika beståndsdelarna hemlighålles av tillverkarna i Yunnanprovinsen, men utgörs antagligen av agat blandat med diverse mineraler. På grund av det kinesiska inbördeskriget var kunskapen om yunzistenarnas tillverkning nära att gå förlorad, men under 1960‐talet återskapades processen och stenarna kunde återigen tillverkas. Kinesiska stenar är, i likhet med kinesiska bräden, något större än japanska.
Stenar i glas och plast hålls rena genom att med jämna mellanrum tvättas i ljummet vatten blandat med lite tvål eller diskmedel. Yunzistenar kan, för att ges lyster och en glansig yta, sköljas med vatten och sedan smörjas med lite mineral‐ eller symaskinsolja. Överflödig olja torkas bort med vanligt papper. Stenarna smörjs även med tiden av de naturliga fetter som avsöndras från händerna. Stenar av snäckskal bör inte sköljas med olja, utan kan tvättas i en skål med ägg.

### Skålar
Skålar, eller go‐ke (碁笥), används för att lagra stenarna i. Man behöver inte ha några skålar för att kunna spela men det underlättar när man spelar. Skålarna är identiska, en för vita stenar och en för svarta. En skåls lock är oftast ganska löst och inte tätt monterat. Spelaren vänder upp och ner på locket och använder det för att lagra fångade stenar. Locket skall vara väl synligt för motståndaren, så varje spelare vet hur många stenar motståndaren har fångat. De flesta skålarna kan bara hålla stenar med en tjocklek på upp till 10 mm. Större och dyrare skålar kan rymma stenar med en tjocklek på upp till 12 mm eftersom man skulle köpa tjockare och dyrare stenar för att matcha kvaliteten på skålen.
Skålar kan göras av flera olika material.
Plast: Det billigaste alternativet är plastskålar, de kan vara cylinderformade eller fyrkantiga. 
Halm: Skålar av halm är vanliga i Kina. De är gjorda av vävd halm eller rotting.
Trä: Det vanligaste materialet som används för att göra skålar. Beroende på träslag kan priset variera avsevärt. Mullbär är det mest utsökta och dyraste. Mellanliggande skog kvitten (Karin på japanska), Kaya, körsbär, Keyaki och rosenträ. Billigare är gjord av bok eller kastanj. Skålen kan poleras. De bästa skålarna är huggna ur ett enda trästycke och har sina kärnor markerat. Prisintervallet varierar från 50 till över 2 500 dollar.

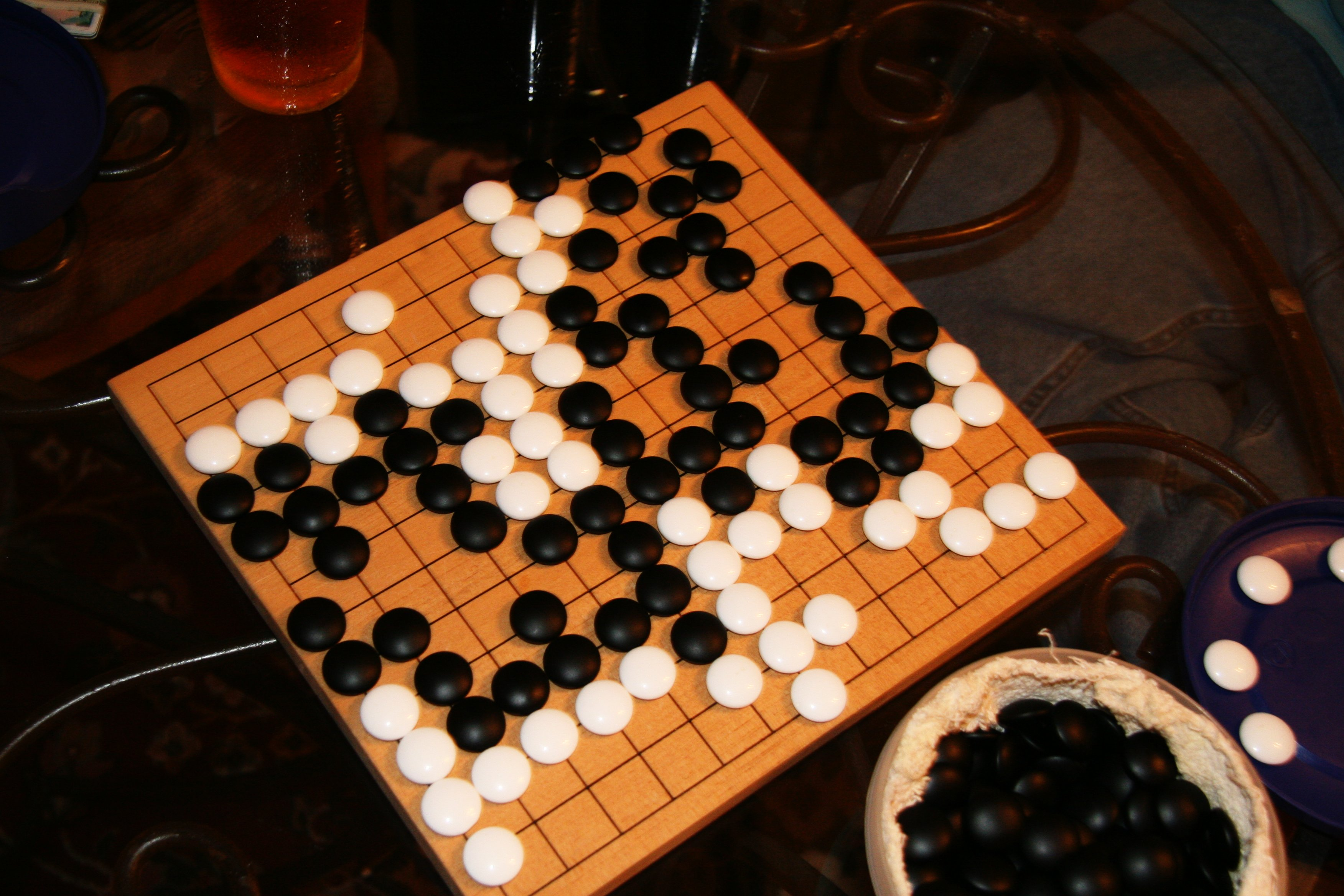
Ett färdigt nybörjarparti på ett 13 × 13‐bräde.
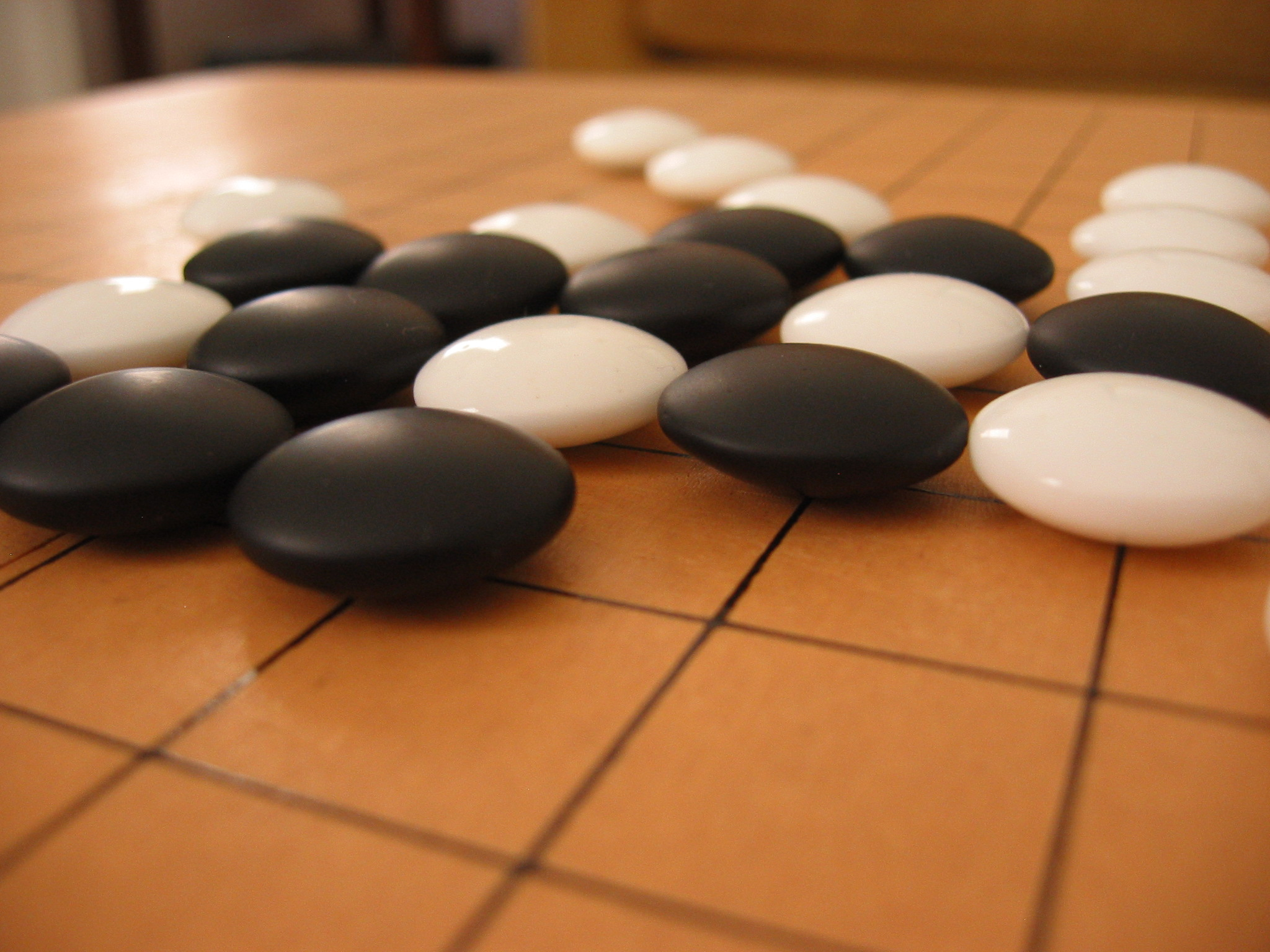
Stenar av glas.
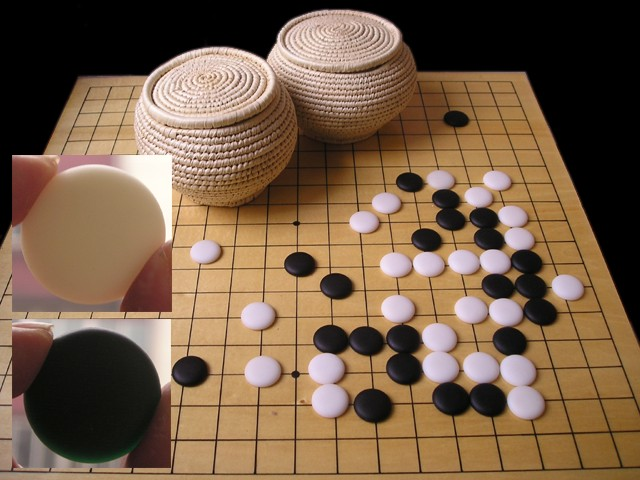
Singelkonvexa yunzi‐stenar.
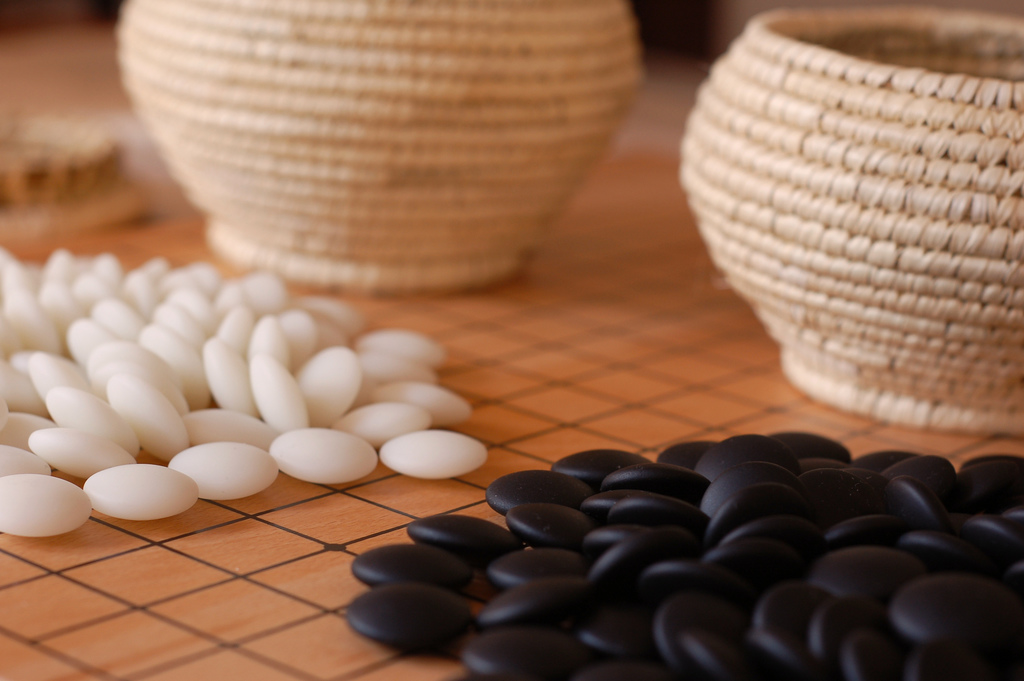
Dubbelkonvexa yunzi‐stenar och vävda korgar.

## Spelsätt och etikett

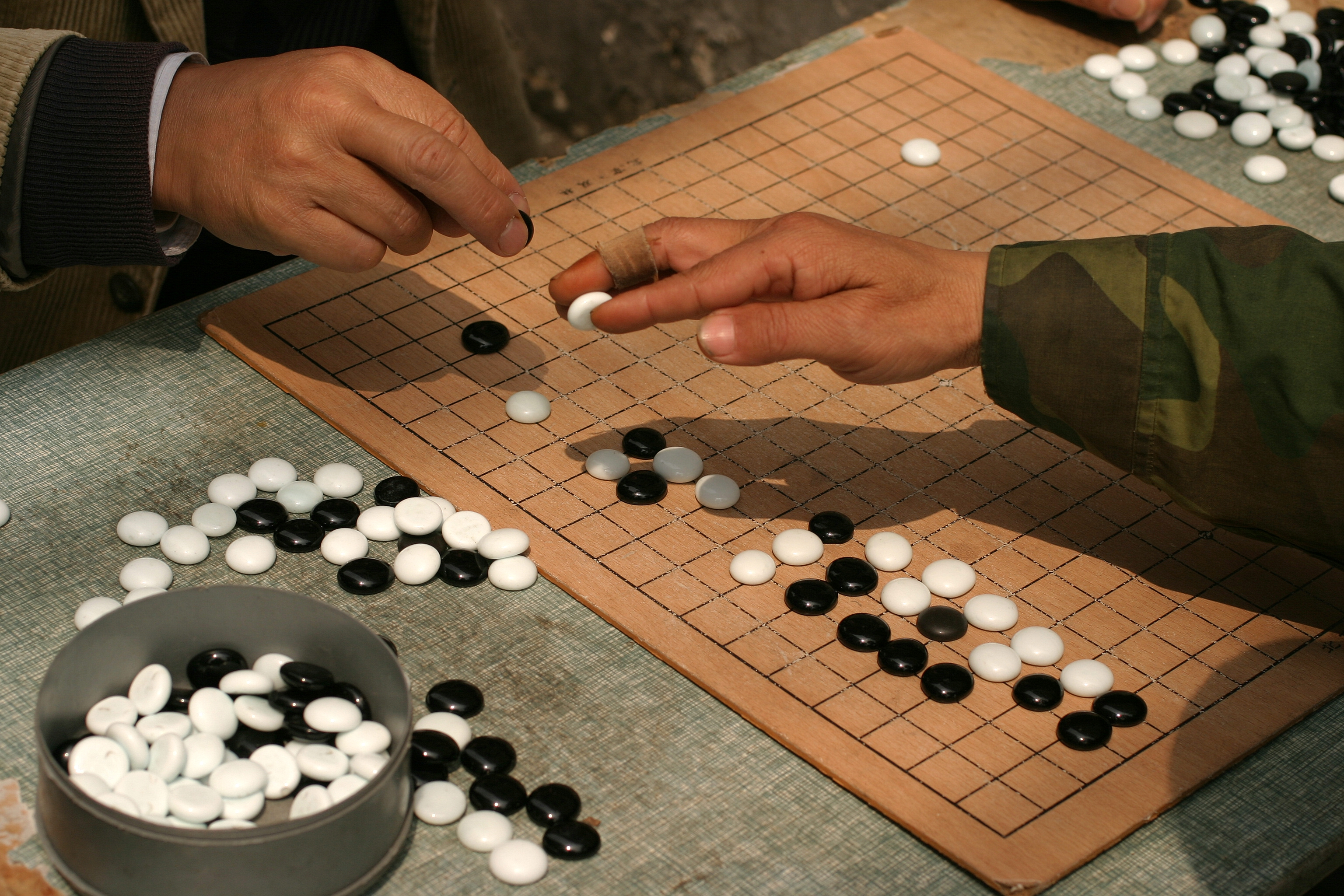
Gospelare i Shanghai demonstrerar det traditionella sättet att hålla i en sten.

Det traditionella sättet att placera en sten är att först ta en ur skålen och greppa den mellan pekfinger, långfinger och ringfingret. Med långfingret överst placerar man sedan stenen direkt på den önskvärda positionen av brädet. Man kan också välja att lägga en sten på bordet och sedan flytta den till önskad plats. Detta under förutsättning att det inte finns några andra stenar som riskeras att röras. Det anses respektfullt mot motståndaren att placera första stenen i övre högra kvadranten.
Det anses vara mycket oartigt att sitta med ett finger i skålen och då framkalla ljud som stör motståndarens koncentration. Likaså är att slå en sten mot en annan eller mot spelbrädet eller att tappa en på golvet oartigt. Att slå mjukt mot bordet är däremot önskvärt.

## Go i film och litteratur
Go är vanligt förekommande i japansk film och litteratur. Två exempel är Hikaru no Go (animerad TV‐serie) och Cha no aji (långfilm).

## Ranking
| Ranktyp                                       | Klasser                       | Nivå                  |
| --------------------------------------------- | ----------------------------- | --------------------- |
| Dubbelsiffrig kyu (級,급) (geup på koreanska) | 30–20k                        | Nybörjare             |
| Dubbelsiffrig kyu (DDK)                       | 19–10k                        | Vanlig spelare        |
| Enkelsiffrig kyu (SDK)                        | 9–1k                          | Intermediär amatör    |
| Amatör dan (段,단)                            | 1–7d (8d är en specialtitel)  | Avancerad amatör      |
| Professionell dan (段,단)                     | 1–9p (10p är en specialtitel) | Professionell spelare |

## Lista över Gotermer
Detta är en lista över begrepp inom brädspelet go.
- Aji – Betyder smak, det finns olika sorters aji också. I Go kan Aji innebära att det är någon sten som ser död ut, kan komma till nytta någon annan gång. Aji uttalas med snabbt A och snabbt I. J:et uttalas som om det vore ”dg” i engelskan.
- Atari – Ett hot om att fånga motståndarens sten(ar). Första A:et i Atari är snabbt, men det andra A:et är långsamt. I:et uttalas snabbt.
- Fuseki – De första dragen i ett parti kallas för fuseki.
- Gote – Motsatsen till sente. Ett drag som inte kräver svar, eller som innebär att initiativet förloras. Gote uttalas ”Gåte”, med långt Å och E.
- Hane innebär att man spelar på kanten av motståndarens grupp för att på så sätt försöka komma runt den. Svart D12, vit E12, svart E11 är ett exempel på ett vanligt hanespel. I det här fallet spelar svart hane runt E12. Hane uttalas som det stavas.
- Joseki – En serie drag som är standard. Bägge spelarna spelar de bästa möjliga dragen vilket ger ett visst mönster. De mest kända josekina utgår ifrån ”3×3”.
- Ko – Om till exempel vit fångar en svart sten, kan inte svart fånga tillbaka den nyss lagda vita stenen direkt, utan måste vänta åtminstone till nästa drag. Detta kallas för ko. Ko uttalas som bara bokstaven K.
- Komi – Komi är en viss poäng som vit får, som kompensation för att svart får spela det första draget. Ko i Komi uttalas precis som bara bokstaven K. Mi uttalas med ett snabbt i‐ljud.
- Liv och död.
- Sente – Ett drag som innebär att initiativet behålls. Ett drag som motståndaren måste svara på är sente. Sente uttalas ”sänn‐tä”, med ett snabbt ä‐ljud.
- Tenuki – Man går någon annanstans på brädet än vid det stället motståndaren gick.
- Tesuji – Ett smart drag.
- Öga – Ett ”hål” i en grupp stenar. En grupp behöver två ögon för att leva. Går hålet att skära är det ett falskt öga.